# Newirapina
Newirapina – organiczny związek chemiczny, lek z grupy NNRTI o wysokiej aktywności przeciwwirusowej, porównywalnej do inhibitorów proteazy. Posiada jednak lepszy profil dawkowania i daje mniejszą liczbę działań niepożądanych. Działanie leku polega na niekompetytywnym hamowaniu działania odwrotnej transkryptazy. Newirapina posiada wysoką (ponad 90%) biodostępność, na którą nie mają wpływu częstość i rodzaj posiłków. Charakteryzuje się długim okresem półtrwania w surowicy. Mała zdolność przenikania leku przez barierę krew–mózg (0,45). Najczęstszy objaw niepożądany to wysypka. Bardzo duży wpływ na zmniejszenie możliwości przeniesienia zakażenia z matki ciężarnej na dziecko.

Przeczytaj ostrzeżenie dotyczące informacji medycznych i pokrewnych zamieszczonych w Wikipedii.